# Pacifische waterschildpad
De Pacifische waterschildpad, ook wel marmerschildpad, (Actinemys marmorata) is een schildpad uit de familie moerasschildpadden (Emydidae).

## Uiterlijke kenmerken
Het rugschild is bruin tot donkerbruin of zwart, het schild heeft soms een tekening van straalsgewijze strepen vanuit het midden van iedere hoornplaat, een kiel ontbreekt. De maximale schildlengte is ongeveer 19 centimeter. Het buikschild is lichtgeel en heeft soms een patroon van donkere bruine vlekken langs de randen van de buikplaten. De huid van de ledematen, de kop en de nek is grijs, de kop en nek neigen soms naar groen, de staart en voorpoten naar geel. De kaken en kin zijn geel van kleur, de normaal geproportioneerde kop heeft geen uit-stekende snuit.

## Verspreiding en habitat
De Pacifische waterschildpad komt voor in Noord-Amerika en is endemisch in de Verenigde Staten. De schildpad komt voor van Baja California tot de staat Washington. Er zijn twee ondersoorten die iets in verspreidingsgebied afwijken en afwijkende kenmerken hebben. De habitat bestaat uit de oevers van rivieren of kunstmatige wateren als irrigatiekanalen of bassins. de ondergrond kan zowel stenig als modderig zijn, ondiep water met waterplanten en plaatsen om te kunnen zonnen heeft de voorkeur. Een zonnebad kan genomen worden op de oever, op boven het water uitstekende objecten en in waterplanten. De schildpad is aangetroffen van brakwater in kustgebieden tot bergstroompjes op een hoogte van 1800 meter boven zeeniveau.

## Levenswijze
Over de voortplanting en ontwikkeling is veel bekend, het duurt zo'n 6 tot 7 jaar eer de vrouwtjes volwassen zijn, maar meestal wordt pas nageslacht geproduceerd op een leeftijd van 8 tot 10 jaar. De paring vindt plaats onder water, vooraf vindt eerst een soort baltsritueel plaats waarbij het mannetje het vrouwtje aanraakt. Van april tot augustus worden de nesten gemaakt, de eitjes overwinteren soms in het nest. Als de juvenielen uitkomen zijn ze ongeveer 2,5 tot 3 cm lang. De Pacifische waterschildpad is een omnivoor, het voedsel bestaat zowel uit dierlijk als plantaardig materiaal. De schildpad eet verschillende delen van waterplanten, en daarnaast dieren zoals slakken, kleine kreeftachtigen, spinnen, insecten, vissen en amfibieën, ook vogels en kleine zoogdieren worden gegrepen.

## Taxonomie
De soort werd voor het eerst wetenschappelijk beschreven door Spencer Fullerton Baird & Charles Frédéric Girard in 1852. Oorspronkelijk werd de wetenschappelijke naam
Emys marmorata gebruikt.
De soort behoorde lange tijd onder andere tot de geslachten Emys en later Clemmys waardoor veel verouderde wetenschappelijke namen in de literatuur worden gebruikt. Het is tegenwoordig de enige soort uit het monotypische geslacht Actinemys.
Er worden twee ondersoorten erkend, die verschillen in het uiterlijk en het verspreidingsgebied.
- Ondersoort Actinemys marmorata marmorata
- Ondersoort Actinemys marmorata pallida